# L'uomo di Hong Kong
L'uomo di Hong Kong (Les Tribulations d'un Chinois en Chine) è un film del 1965 diretto da Philippe de Broca, interpretato da Jean-Paul Belmondo, Ursula Andress e Jean Rochefort.
La storia è tratta da un romanzo di Jules Verne, intitolato Le tribolazioni di un cinese in Cina.

## Trama
Pur essendo immensamente ricco, Arthur Lempereur è afflitto dalla noia di vivere che lo spinge ad attentare alla propria vita. Ad Hong Kong, dove si trova in crociera, un vecchio filosofo cinese suo amico e precettore, mister Goh, convince Arthur a firmare una favolosa assicurazione sulla vita della durata di un mese, indicando come beneficiari se stesso e la fidanzata di Arthur, Alice. Nel giro di trenta giorni, assicura Mister Goh, Arthur troverà la morte per mano di compiacenti amici del filosofo e, morendo, beneficerà i suoi cari. Il giovanotto accetta ma, subito dopo, l'idea d'essere ucciso da un momento all'altro gli restituisce intatta la voglia di vivere, accresciuta dal felice incontro con una spogliarellista: Alexandrine Pinardel. Arthur vorrebbe rinunciare all'assurdo contratto, ma mister Goh è introvabile. Credendosi inseguito dagli assassini (i quali, si saprà dopo, sono invece degli investigatori della Compagnia di assicurazione pronti a proteggere la salute di tanto costoso cliente), il giovanotto ed il fedele valletto Leon arrivano fin sulle vette dell'Himalaya all'affannosa ricerca del cinese. Quando costui - che non s'è mai mosso da Hong Kong - assicura il pupillo di non aver mai pensato seriamente a farlo sopprimere, Arthur respira. Il suo sollievo dura poco. Dovrà infatti dar fondo a tutte le proprie risorse per sottrarsi, insieme con Alexandrine ed i due investigatori, ai reiterati attacchi d'una banda di gangster, assoldati dalla madre di Alice, smaniosa di metter le mani sul denaro dell'assicurazione.